# Т-80 (лёгкий танк)
Т-80 — советский лёгкий танк периода Великой Отечественной войны, средство боевой разведки и поддержки боя пехоты.
Разработан летом — осенью 1942 года в танковом конструкторском бюро Горьковского автомобильного завода (ГАЗ) под руководством Н. А. Астрова, ведущего разработчика всей отечественной линейки лёгких танков того периода. В декабре 1942 года Т-80 был принят на вооружение Рабоче-крестьянской Красной армии ВС Союза ССР и серийно выпускался на Мытищинском заводе № 40. Производство Т-80 продолжалось до сентября 1943 года, когда он был заменён на сборочных линиях завода № 40 самоходно-артиллерийской установкой СУ-76М. Всего было выпущено 76 штук (из них 1 прототип) этих танков, которые приняли участие в боях Великой Отечественной войны в 1943 — 1944 годах. Т-80 стал последним лёгким танком отечественной разработки военного времени.

## История создания
Начиная с самого первого момента принятия лёгкого танка Т-70 на вооружение РККА, советские военные специалисты указывали на его главную слабость — одноместную башню. Но конструкция танка ещё имела резервы, которые можно было задействовать для устранения этого недостатка. 15 июля 1942 года состоялось совещание по улучшению конструкции танка Т-70, на котором одним из пунктов модернизации значилась двухместная башня. С нуля новый танк строить не стали. За основу был взят Т-70 с серийным номером 208207, изготовленный в августе 1942 года. Это был один из танков, проходивших испытания по программе усиления ходовой части и бортов. В связи с этим толщина бортов у него составляла не 15, а 25 мм. Изменения в шасси вносились минимальные. В связи с тем, что диаметр погона у двухместной башни вырос с 966 до 1112 мм, пришлось переделывать крышу боевого отделения. Переделка Т-70 под двухместную башню была закончена ближе к концу сентября 1942 года. 27 сентября начались заводские испытания, которые продолжались до 2 октября. Танк, который в отчёте получил название Т-80, был рекомендован для принятия на вооружение Красной армией после устранения недостатков. Но на пути к серийному производству встали два препятствия.
Первым из них была недостаточная мощность спаренной двигательной установки ГАЗ-203. Её планировалось увеличить путём форсирования до 170 л. с. в сумме за счёт увеличения коэффициента наполнения цилиндров и повышения степени сжатия. Второе препятствие возникло из требований обеспечить больши́е углы возвышения орудия для поражения целей на верхних этажах зданий в городских боях. Также это могло позволить увеличить возможности огневого противодействия авиации противника. В частности, на этом настаивал командующий Калининским фронтом генерал-лейтенант И. С. Конев. Уже разработанная двухместная башня для Т-70 этому требованию не удовлетворяла и была переконструирована для возможности стрельбы из орудия под большим углом возвышения. Второй прототип с новой башней получил заводское обозначение 080 или 0-80. Для более удобного размещения орудия с возможностью зенитной стрельбы и двух членов экипажа пришлось уширить диаметр погона и сделать под наклонными гранями башни броневое кольцо-барбет толщиной 40—45 мм. Из-за более широкого погона башни стал невозможным демонтаж двигателя без предварительного съёма башни — броневое кольцо стало заходить на съёмную надмоторную броневую плиту.
К декабрю 1942 года был готов второй прототип 080. Итоги его испытаний, которые закончились к 9 декабря, были очевидны. Существенными недостатками комиссия сочла только усложнение доступа к силовой установке и отсутствие взаимозаменяемости по ряду деталей у форсированного двигателя. В остальном же Т-80 явно превосходил Т-70Б. 18 декабря об итогах испытаний было доложено Сталину. 27 декабря 1942 года тот подписал постановление ГКО №2661сс «Об организации производства танка Т-80 на бывшем Мытищенском вагоностроительном заводе». Однако организация его выпуска планировалась не на ГАЗе, поскольку переход горьковского автогиганта на производство «восьмидесятки» мог повлечь за собой снижение объёма выпуска танков и самоходок СУ-76, которое нельзя было допускать в условиях военного времени. Поэтому задачу освоения выпуска Т-80 поручили вновь организованному Мытищинскому заводу № 40.

## Производство
Несмотря на то, что производство Т-80 на ГАЗ им. Молотова не планировалось, на практике уже в январе 1943 года по инициативе руководства завода и Народного комиссариата среднего машиностроения (НКСМ) вовсю шли работы по подготовке его выпуска. Уже в начале марта был построен первый эталонный экземпляр Т-80. В ходе испытаний первого серийного Т-80 обнаружились проблемы. После 11-го выстрела разорвало кронштейн реактивной тяги подъёмного механизма. Начались работы по устранению проблемы. Тем временем к 11 марта было готово ещё 2 танка, ещё 6 находились в сборке. До конца месяца было готово 8 Т-80, правда, из них полностью укомплектованными всеми агрегатами было 7 машин. Ещё 9 танков было заложено и ожидало сборку. Причина, по которой эти танки не появились в сводках по выпуску ГАЗ им. Молотова, заключается в том, что они официально не были приняты. В ежемесячном отчёте старший военпред Окунев писал, что в виду проблем при стрельбе на максимальных углах возвышения танки приняли только условно. Стоящие на заводском дворе танки с дефектными орудийными установками продолжали ждать своего часа. Поскольку их так и не приняли, завод не мог их отправить даже в учебную часть. Решением проблемы стало ограничение угла возвышения до 25 градусов. ГБТУ КА такое предложение одобрило с резолюцией, что подобные Т-80 можно использовать только в учебных частях. Правда, передать туда успели всего 2 танка. Они оказались в 1-й учебной танковой бригаде. Случилось это в июне 1943 года, когда ГАЗ им. Молотова подвергся бомбардировке. 
Серийный выпуск Т-80 был начат на заводе № 40 в Мытищах в апреле 1943 года. Хотя сборка танков велась в очень напряжённой обстановке, к 1 мая удалось сдать 5 танков, из них 2 радийных. К 1 июня сдали ещё 7 танков, при этом все ранее выпущенные машины оснастили радиостанциями; три танка оставались не сданными. Далее производство Т-80 на месяц полностью остановилось. Выявились проблемы с наводкой орудия по вертикали на углах свыше 30 град. В июне заводчане собрали 8 танков, но военные их не приняли. Начало июля завод встретил, имея задел из 22 танков. Фактически за июль собрали всего 3 новых танка, остальные доводились. В задел попало и 11 танков апреля — мая 1943 года, которые подверглись серьёзной доработке.  Массовое производство началось только в августе, когда было сдано 40 танков. Но уже после Курской битвы руководство ГАБТУ КА пришло к выводу, что далее производить Т-70 и Т-80 нет смысла. Согласно постановлению ГКО №3964сс от 21 августа 1943 года, с 1 сентября производство Т-80 на заводе № 40 прекратилось. 
По документам Главного бронетанкового управления РККА, всего было построено 75 «восьмидесяток». Однако по данным РГАЭ за 1943 год был выпущен 81 танк Т-80. В то же время по данным завода № 40 в 1943 году было изготовлено всего 66 танков, причём 11 из них сдавали дважды. Этот факт привёл к ошибке в оценке числа выпущенных заводом №40 Т-80. В общей сумме, вместе с четырьмя образцами завода ГАЗ, ГБТУ приняло 70 машин.
ГАЗ
- ноябрь 1942 г. — 1 (прототип);
- март 1943 г. — 9 (4 сдано в июле, 1 использован под установку пушки ВТ-43, 4 уничтожено при бомбардировке)

№ 40
- апрель — 5*;
- май — 7*;
- июль — 14;
- август — 40

*окончательно сданы в июле
В то же время завод № 176 успел изготовить 334 комплекта корпусов и башен; все неиспользованные пошли в переплавку.
Прекращение выпуска Т-80 было обусловлено несколькими причинами: в меньшей степени — ненадёжной работой двигательной установки М-80 (форсированный до 170 л.с. ГАЗ-203); в большей же степени причинами послужили недостаточная огневая мощь и бронезащита «восьмидесятки» на 1943 год (см. раздел «Оценка проекта») и крайняя потребность РККА в самоходно-артиллерийских установках СУ-76М. Несмотря на все проблемы, машина получилась вполне удачная. Её создатели во главе с Н.А. Астровым вполне заслуженно стали обладателями Сталинской премии второй степени за 1943 год. Они явно не были виноваты, что время лёгких танков в их традиционном понимании подошло к концу.

## Описание конструкции
Т-80 имел типичную компоновочную схему для советских лёгких танков того времени. Танк имел пять отделений, перечисленных ниже в порядке от лобовой части машины к корме:
- трансмиссионное отделение;
- отделение управления;
- моторное отделение по правому борту середины корпуса;
- боевое отделение по левому борту середины корпуса и в башне;
- кормовое отделение, где располагались топливные баки и радиатор двигателя.

Эта компоновочная схема определяла в целом набор преимуществ и недостатков танка в рамках машин своего класса. В частности, переднее расположение трансмиссионного отделения, то есть ведущих колёс, приводило к повышенной их уязвимости, так как именно передняя оконечность танка в наибольшей степени подвержена вражескому обстрелу. С другой стороны, в отличие от советских средних и тяжёлых танков, у
Т-80 топливные баки находились вне боевого отделения в изолированном броневой переборкой отсеке, что снижало риск возникновения пожара при поражении танка (особенно высокий для машины с бензиновым двигателем) и этим повышало выживаемость экипажа. К другим преимуществам выбранной для Т-80 компоновки можно отнести небольшую высоту и общую массу танка (по сравнению с другими машинами иных компоновочных схем), достигнутые, к тому же, вопреки вынужденному применению «долговязого» силового агрегата ГАЗ-203Ф. Как следствие, возрастали динамические характеристики танка, и для него не требовался мощный специализированный двигатель. Экипаж танка состоял из трёх человек — механика-водителя, наводчика и командира машины, который также выполнял функции заряжающего.

### Броневой корпус и башня
Броневой корпус танка сваривался из катаных гетерогенных (применялась поверхностная закалка) броневых плит толщиной 10, 15, 25, 35 и 45 мм. Броневая защита дифференцированная, противопульная. Лобовые и кормовые бронеплиты имели рациональные углы наклона, борта вертикальные. Борт Т-80 изготавливался из двух бронеплит, соединяемых сваркой. Для усиления сварного шва внутри корпуса устанавливалась вертикальная балка жёсткости, приклёпывавшаяся к передней и задней бортовым частям. Ряд бронеплит корпуса (надмоторный и надрадиаторный листы) выполнялся съёмным для удобства обслуживания и замены различных узлов и агрегатов танка. Рабочее место механика-водителя находилось в передней части бронекорпуса танка с некоторым смещением влево от центральной продольной плоскости машины. Люк для посадки-высадки механика-водителя располагался на лобовой бронеплите и был снабжён уравновешивающим механизмом для облегчения открывания. Наличие люка механика-водителя ослабляло стойкость верхней лобовой детали к снарядным попаданиям. Днище Т-80 сваривалось из трёх броневых плит толщины 10 мм, и для обеспечения жёсткости к нему приваривались поперечные коробчатые балки, в которых располагались торсионы узлов подвески. В передней части днища под сиденьем механика-водителя был сделан аварийный люк-лаз. Корпус также имел ряд воздухопритоков, люков, лючков и технологических отверстий для вентиляции обитаемых помещений танка, слива топлива и масла, доступа к горловинам топливных баков, другим узлам и агрегатам машины. Ряд этих отверстий защищался броневыми крышками, заслонками и кожухами.
Шестигранная сварная башня в форме усечённой пирамиды имела борта толщиной 35 мм, которые не имели рационального угла наклона, чтобы увеличить внутреннее пространство для размещения в ней двух человек. Сварные стыки граней башни дополнительно усиливались броневыми угольниками. Лобовая часть башни защищалась бронемаской толщиной 45 мм, в которой имелись амбразуры для установки пушки, пулемёта и прицела. Ось вращения башни не совпадала с плоскостью продольной симметрии машины вследствие установки двигателя по правому борту танка. В крыше башни устанавливалась неподвижная командирская башенка с откидным люком для посадки-высадки командира машины. В этом люке устанавливался полноповоротный зеркальный перископический смотровой прибор. Наводчик для своей посадки-высадки также имел свой откидной люк, слева от командирской башенки. Башня устанавливалась на шариковой опоре и фиксировалась захватами во избежание сваливания при сильном крене или опрокидывании танка.

### Вооружение
Основным вооружением Т-80 являлась нарезная полуавтоматическая 45-мм танковая пушка обр. 1938 г. (20-Км или 20Км) Орудие монтировалось на цапфах в плоскости продольной симметрии башни. Пушка 20-К имела ствол длиной 46 калибров, высота линии огня составляла 1630 мм, дальность стрельбы прямой наводкой достигала 3,6 км, максимально возможная — 6 км. С орудием был спарен 7,62-мм пулемёт ДТ, который мог легко сниматься со спаренной установки и использоваться вне танка. Спаренная установка имела диапазон углов возвышения от −8° до +65° и круговой обстрел по горизонтали. Поворотный механизм башни зубчатого типа, с ручным приводом, располагался слева от наводчика орудия, а подъёмный механизм пушки (винтового типа, также с ручным приводом) — справа. Спуск пулемёта — механический, пушка оснащалась электроспуском.
Боекомплект орудия составлял 94—100 выстрелов унитарного заряжания (патронов). При стрельбе бронебойными снарядами экстракция стреляной гильзы осуществлялась автоматически, а при ведении огня осколочными снарядами из-за меньшей длины отката ствола, обусловленной малой начальной скоростью осколочного снаряда, полуавтоматика не работала, и командиру приходилось открывать затвор и вынимать стреляную гильзу вручную. Теоретическая скорострельность орудия составляла 12 выстрелов в минуту, но из-за необходимости ручной экстракции стреляной гильзы от осколочного снаряда темп огня на практике был в несколько раз ниже, 4—7 выстрелов в минуту. В состав боекомплекта могли входить следующие снаряды:
| Номенклатура боеприпасов                                                        |             |                 |                                |                         |                        |
| Тип                                                                             | Обозначение | Вес снаряда, кг | Вес ВВ, г                      | Начальная скорость, м/с | Дальность табличная, м |
| Калиберные бронебойные снаряды                                                  |             |                 |                                |                         |                        |
| Бронебойно-трассирующий тупоголовый с баллистическим наконечником               | БР-240      | 1,43            | 18,5 (A-IX-2)                  | 760                     | 4000                   |
| Бронебойно-зажигательный трассирующий тупоголовый с баллистическим наконечником | БЗР-240     | 1,44            | 12,5+13 (зажигательный состав) | 760                     | 4000                   |
| Бронебойный тупоголовый с баллистическим наконечником                           | Б-240       | 1,43            | 19,5 (A-IX-2)                  | 760                     | 4000                   |
| Бронебойно-трассирующий остроголовый сплошной с баллистическим наконечником     | БР-240СП    | 1,43            | нет                            | 757                     | 4000                   |
| Подкалиберные бронебойные снаряды                                               |             |                 |                                |                         |                        |
| Подкалиберный бронебойно-трассирующий («катушечного» типа)                      | БР-240П     | 0,85            | нет                            | 985                     | 500                    |
| Осколочные снаряды                                                              |             |                 |                                |                         |                        |
| Осколочный стальной                                                             | О-240       | 1,98—2,15       | 78                             | 343                     | 4200                   |
| Осколочный сталистого чугуна                                                    | О-240А      | 1,98—2,15       | 78                             | 343                     | 4200                   |
| Картечь                                                                         |             |                 |                                |                         |                        |
| Картечь                                                                         | Щ-240       | 1,62            | 137 пуль, 100 г пороха         | ?                       | ?                      |

| Таблица бронепробиваемости для 45-мм пушки 20К |                          |                          |
| Бронебойные тупоголовые снаряды Б-240, БР-240, БЗР-240 |                          |                          |
| Дальность, м | При угле встречи 60°, мм | При угле встречи 90°, мм |
| 100 | 43                       | 52                       |
| 250 | 39                       | 48                       |
| 500 | 35                       | 43                       |
| 1000 | 28                       | 35                       |
| 1500 | 23                       | 28                       |
| 2000 | 19                       | 23                       |
| Бронебойный остроголовый сплошной снаряд БР-240СП |                          |                          |
| Дальность, м | При угле встречи 60°, мм | При угле встречи 90°, мм |
| 100 | 49                       | 59                       |
| 250 | 45                       | 55                       |
| 500 | 40                       | 51                       |
| 1000 | 32                       | 40                       |
| 1500 | 26                       | 33                       |
| 2000 | 22                       | 26                       |
| Подкалиберный бронебойный снаряд БР-240П |                          |                          |
| Дальность, м | При угле встречи 60°, мм | При угле встречи 90°, мм |
| 100 | 70                       | 96                       |
| 200 | 65                       | 84                       |
| 300 | 59                       | 72                       |
| 400 | 53                       | 61                       |
| 500 | 47                       | 51                       |
| Приведённые данные относятся к советской методике измерения пробивной способности (рассчитана по формуле Жакоб-де-Марра для цементированной брони с коэффициентом K=2400). Следует помнить, что показатели бронепробиваемости могут заметно различаться при использовании различных партий снарядов и различной по технологии изготовления брони. |                          |                          |

Спаренный пулемёт ДТ имел боекомплект в 1008 патронов (16 дисков), также экипаж снабжался одним пистолет-пулемётом ППШ с 3 дисками (213 патронов) и 12 ручными гранатами Ф-1. В ряде случаев к этому вооружению добавлялся пистолет для стрельбы сигнальными ракетами.

### Двигатель
Т-80 оснащался силовым агрегатом ГАЗ-203Ф (более позднее обозначение М-80) из спаренных четырёхтактных рядных шестицилиндровых карбюраторных двигателей жидкостного охлаждения ГАЗ-80. В итоге максимальная суммарная мощность агрегата ГАЗ-203Ф достигала 170 л. с. (125 кВт) при 3400 оборотах в минуту. На оба двигателя ставились карбюраторы типа К-43. Коленчатые валы двигателей соединялись муфтой с упругими втулками. Во избежание продольных колебаний всего агрегата картер маховика переднего ГАЗ-80 соединялся тягой с правым бортом танка. Системы зажигания, смазки и подачи топлива были свои у каждой «половинки» ГАЗ-203Ф. В системе охлаждения силового агрегата водяной насос был общим, но водомасляный радиатор был двухсекционным, каждая секция отвечала за обслуживание своего ГАЗ-80. Установка ГАЗ-203Ф снабжалась воздухоочистителем масляно-инерционного типа.
Как и его предшественник Т-70, Т-80 оснащался предпусковым подогревателем двигателя для его эксплуатации в зимних условиях. Между бортом танка и двигателем устанавливался цилиндрический котёл, в котором за счёт термосифонной циркуляции антифриза осуществлялся подогрев. Котёл разогревался наружной бензиновой паяльной лампой. Котёл подогревателя и водомасляный радиатор являлись составной частью системы охлаждения всего силового агрегата танка.
Пуск двигателя осуществлялся двумя параллельно соединёнными стартерами СТ-06 (мощность 2 л. с. или 1,5 кВт). Также танк можно было завести ручной рукояткой или буксировкой другим танком.
Два топливных бака общим объёмом 440 л располагались в кормовом отделении. Запаса топлива хватало на 320 км хода по шоссе. Топливом для Т-80 служил авиационный бензин марок КБ-70 или Б-70.

### Трансмиссия
Танк Т-80 оснащался механической трансмиссией, в состав которой входили:
- двухдисковый полуцентробежный главный фрикцион сухого трения «стали по феродо»;
- четырёхступенчатая коробка передач (4 передачи вперёд и 1 назад), использованы детали от грузовика ЗИС-5;
- карданный вал;
- коническая главная передача;
- два многодисковых бортовых фрикциона с сухим трением «сталь по стали» и ленточными тормозами с накладками из феродо;
- два простых однорядных бортовых редуктора.

Все приводы управления трансмиссией — механические, механик-водитель управлял поворотом и торможением танка двумя рычагами по обе стороны своего рабочего места.

### Ходовая часть
Ходовая часть танка Т-80 практически полностью была унаследована от его предшественника Т-70Б. Подвеска машины — индивидуальная торсионная без амортизаторов для каждого из 5 односкатных сплошных штампованных опорных катков малого диаметра (515-мм) с резиновыми бандажами по каждому борту. Напротив ближних к корме узлов подвески к бронекорпусу приваривались ограничители хода балансиров подвески с резиновыми буферами для смягчения ударов, для первого и третьего от лба машины узлов подвески роль ограничителей играли поддерживающие катки. Ведущие колёса цевочного зацепления со съёмными зубчатыми венцами располагались спереди, а унифицированные с опорными катками ленивцы с механизмом натяжения гусеницы — сзади. Верхняя ветвь гусеницы поддерживалась тремя малыми поддерживающими катками по каждому борту. К корпусу танка приклёпывались отбойники для предотвращения заклинивания гусеницы при движении танка со значительным креном на один из бортов. Гусеница мелкозвенчатая из 80 траков, ширина двухгребневого трака составляет 300 мм.

### Электрооборудование
Электропроводка в танке Т-80 была однопроводной, вторым проводом служил бронекорпус машины. Источниками электроэнергии (рабочее напряжение 12 В) были генератор ГТ-500С с реле-регулятором РРК-ГТ-500С мощностью 500 Вт и две последовательно соединённые аккумуляторные батареи марки 3-СТЭ-112 общей ёмкостью 112 А·ч. Потребители электроэнергии включали в себя:
- наружное и внутреннее освещение машины, прибор подсветки прицельных шкал;
- наружный звуковой сигнал;
- средства связи — радиостанция и танковое переговорное устройство;
- электрика моторной группы — стартеры СТ-06, катушка зажигания, распределитель, свечи и т. д.[3]

### Прицелы и приборы наблюдения
Спаренная установка пушки 20-К и пулемёта ДТ оснащалась прицелом ТМФ-1 для стрельбы по наземным целям и коллиматорным К-8Т для стрельбы по воздушным целям и верхним этажам зданий. Рабочие места водителя, наводчика и командира Т-80 также имели по одному перископическому смотровому прибору для наблюдения за окружающей обстановкой вне танка. Однако для машины с командирской башенкой обзорность могла бы быть ещё лучшей — по-прежнему сказывался недостаток смотровых приборов.

### Средства связи
На танках Т-80 в башне устанавливались радиостанция 12РТ и внутреннее переговорное устройство ТПУ на 3 абонента.
Радиостанция 12РТ представляла собой комплект из передатчика, приёмника и умформеров (одноякорных мотор-генераторов) для их питания, подсоединяемых к бортовой электросети напряжением 12 В. С технической точки зрения она являлась дуплексной ламповой коротковолновой радиостанцией с выходной мощностью передатчика 20 Вт, работающей на передачу в диапазоне частот от 4 до 5,625 МГц (соответственно длины волн от 53,3 до 75 м), а на приём — от 3,75 до 6 МГц (длины волн от 50 до 80 м). Разный диапазон передатчика и приёмника объяснялся тем обстоятельством, что для двусторонней связи «танк—танк» предназначался диапазон 4—5,625 МГц, а расширенный диапазон приёмника использовался для односторонней связи «штаб—танк». На стоянке дальность связи в телефонном (голосовом, амплитудная модуляция несущей) режиме при отсутствии помех достигала 15—25 км, в движении она несколько уменьшалась. Бо́льшую дальность связи можно было получить в телеграфном режиме, когда информация передавалась телеграфным ключом азбукой Морзе или иной дискретной системой кодирования.
Танковое переговорное устройство ТПУ позволяло вести переговоры между членами экипажа танка даже в сильно зашумлённой обстановке и подключать шлемофонную гарнитуру (головные телефоны и ларингофоны) к радиостанции для внешней связи.

## Модификации

### Серийные
Лёгкий танк Т-80 официально выпускался в единственной серийной модификации без каких-либо значительных изменений конструкции по ходу производства. Серийных боевых и специальных машин (самоходная артиллерийская установка, ЗСУ, БТР, БРЭМ, тягачей и др.) на базе лёгкого танка Т-80 также не выпускалось.

### Опытные
Недостаточность вооружения (в первую очередь невысокая по меркам конца 1942 года бронепробиваемость пушки 20-К) танка Т-80 активно стимулировала работы по его перевооружению на более мощную артсистему. В качестве решения проблемы было предложено использовать 45-мм длинноствольную пушку ВТ-42 совместной разработки завода № 40 и ОКБ № 172 с баллистикой 45-мм противотанковой пушки обр. 1942 года (М-42). Это орудие уже успешно прошло испытания в танке Т-70, однако в связи с планировавшимся переходом на производство Т-80 его не стали устанавливать в серийные «семидесятки». Однако ВТ-42 не обладала возможностью огня под большими углами возвышения, обязательными для Т-80, поэтому её конструкцию пришлось значительно переработать. В начале 1943 года эти работы были завершены, и вариант 45-мм длинноствольной пушки ВТ-43 был испытан в танке Т-80 в сентябре 1943 года. За исключением более высокой начальной скорости снаряда (950 м/с) и большего максимального угла возвышения (+78°), все прочие характеристики танка остались без изменений. В связи с прекращением производства Т-80 все работы по ней были окончены.

## Организационно-штатная структура
Лёгкий танк Т-80 предназначался для замены в войсках лёгкого танка Т-70 и должен был применяться в составе отдельных танковых бригад, танковых полков и бронебатальонов. Однако ввиду объективной слабости Т-70, с ноября 1943 года организационно-штатная структура была пересмотрена в сторону их исключения из состава танковых бригад (единые штаты № 010/500 — 010/506). Два танковых полка получили по 27 Т-80 и 10 Т-34.

## Боевое применение
Из машин, выпущенных на ГАЗ, только 2 танка были переданы в войска. Они оказались в 1-й учебной танковой бригаде. Случилось это в июне 1943 года, когда ГАЗ им. Молотова подвергся бомбардировке. В мае 1943 года один из первых танков производства завода № 40 поступил на НИАБТ Полигон. В июле произошли первые отправки в учебные заведения: 6 Т-80 ушло в Горьковское танковое училище, ещё 5 машин — в Сызранское танковое училище. Отправлять в боевые части самые первые Т-80 руководство РККА не решилось. 27 августа 1943 года 27 машин отгрузили в Тулу для 54-го танкового полка 12-й гв. кд. 7 сентября туда же в 230-й танковый полк было отгружено 27 Т-80 (из них 20 радиофицированных). 
Ремонтом Т-80 занимался ремонтный завод №8, который весной 1944 года оказался в Киеве. За июль 1944 года завод отремонтировал и сдал 4 танка, а за август — 12. Летом 1944 года состоялось последнее боевое применение этих машин, снова они воевали в составе танковых полков кавалерийских дивизий. Например, в 61-м танковом полку 1-й гв. кд было 4 Т-80, а в 58-м танковом полку 2-й гв. кд — 2. 2 танка оказались в 150-й танковой бригаде. Из фронтовых рапортов известно о применении в 1944 году нескольких Т-80 в самоходно-артиллерийских полках. Также имеется информация о получении в пополнении 5-й гвардейской танковой бригадой 15 февраля 1945 года двух танков Т-80, прибывших из ремонта. После Львовско-Сандомирской операции эти танки использовались как учебные. По состоянию на 1946 год сохранилось около двух десятков этих машин, которые находились в Харьковском танковом училище.
Ничего не известно о применении Т-80 в армиях других государств, помимо СССР.

## Оценка проекта
«Восьмидесятка», создававшаяся в экстремальных условиях военного времени, была последней в ряду советских серийных лёгких танков Великой Отечественной войны. По довоенным взглядам советского руководства, лёгкие танки должны были составлять значительную долю материальной части танковых сил РККА, иметь низкую стоимость производства по сравнению со средними и тяжёлыми машинами, а также в случае крупномасштабной войны производиться в больших количествах на неспециализированных предприятиях. В качестве такого лёгкого танка предполагалась предвоенная машина Т-50. Однако по ряду причин (эвакуация завода-изготовителя, нехватка дизельных двигателей и др.) выпуск Т-50 составил около 70 танков. Кроме того, для завода № 37, чьим мобилизационным заданием было освоение выпуска Т-50, поставленная задача оказалась невыполнимой. Тем не менее, танк с характеристиками, близкими к Т-50, был объективно нужен Красной армии. Конструкторское бюро завода № 37 (позже ГАЗ) во главе с Н. А. Астровым, оттолкнувшись от неплохо отлаженного в производстве малого плавающего танка Т-40 и последовательно совершенствуя идею лёгкого танка с широким использованием дешёвых автомобильных агрегатов, сумело к концу 1942 года создать такую машину, которой и был Т-80. Предыдущими этапами в этой напряжённой работе были лёгкие танки Т-60 и Т-70. Тем не менее, более лёгкая по массе «восьмидесятка» не была полноценным заменителем Т-50, уступая последнему по целому ряду показателей: удельной мощности, обзорности, броневой защите (особенно бортовой), запасу хода. С другой стороны, технологичность и дешевизна «восьмидесятки» по сравнению с другими советскими танками (наследие предшественника Т-70) вполне позволяли выполнить пожелание высшего руководства о потенциальной возможности массового выпуска таких танков на неспециализированных предприятиях, эргономику машины (значительная слабость «семидесятки») уже можно было считать приемлемой. Однако по не имеющим прямого отношения к конструкции танка причинам эта потенциальная возможность не была реализована на практике.
Важным обстоятельством, повлиявшим на судьбу как Т-80, так и вообще отечественных лёгких танков, стала изменившаяся обстановка на фронте. Появление на поле боя в больших количествах Т-34 потребовало от немцев качественного усиления своей противотанковой артиллерии. В течение 1942 года вермахт получил большое количество 50-мм и 75-мм противотанковых орудий, танков и САУ, вооружённых длинноствольными 75-мм пушками. Если против 50-мм снарядов лобовое бронирование Т-80 в ряде случаев ещё могло хоть как-то помочь, то 75-мм длинноствольные орудия не имели проблем в поражении Т-80 на любых дистанциях и ракурсах боя (приведённые толщины гомогенных листов корпуса для 50-мм бронебойного снаряда: нижний лист — 60 мм, таранный лист — 52 мм, верхний лист — 67 мм). Бортовая броня последнего не спасала от огня по нормали даже устаревшей 37-мм пушки Pak 35/36, хотя, по сравнению с Т-70М, утолщение бортовой брони до 25 мм и улучшило её снарядостойкость на облических углах обстрела. Как результат, при прорыве обороны, подготовленной в противотанковом отношении, подразделения Т-80 были обречены на высокие потери. Мощь 45-мм снарядов была явно недостаточной как для борьбы с вражескими противотанковыми орудиями, так и с немецкой бронетехникой (лобовая броня даже средних модернизированных PzKpfw III и PzKpfw IV могла быть пробита только подкалиберным снарядом с предельно малых дистанций). Поэтому атака бронетанковых сил врага подразделениями Т-80 должна была вестись преимущественно из засад, огнём с малых дистанций в борт и корму. Это требовало высокого мастерства и умения от советских танкистов. Курская битва наглядно показала справедливость этих тезисов по отношению к Т-70; Т-80 в этом плане был практически эквивалентен «семидесятке», что стало одной из причин прекращения выпуска в СССР лёгких танков.
Проблемы с надёжностью двигательной установки ГАЗ-203Ф пытались решить путём перевода отечественных лёгких танков на лицензионный дизельный двигатель фирмы «Дженерал моторс». Однако его освоение и производство были сорваны немецкими бомбардировками Ярославля и Горького. К концу 1943 года «спарку» довели до приемлемого уровня надёжности, но к тому моменту отечественная линейка лёгких танков в производстве была уже окончена на Т-80. Однако идея не умерла: существовал проект лёгкого танка, близкий по компоновочной схеме к Т-80, с дизельным двигателем и вооружением в виде 76-мм полковой пушки обр. 1943 года. Но дальнейшее развитие советского лёгкого танка пошло уже по иному пути — боевой опыт показал, что машина этого класса должна быть плавающей (в каком-то смысле произошёл «идейный» возврат к Т-40).
К положительным качествам Т-80 традиционно относят его малые размеры и малошумность. По сравнению с Т-70, больший угол возвышения орудия у Т-80 (вместе с малыми размерами) делал его подходящей машиной для городских боёв, слегка улучшалось и огневое противодействие авиации врага. Но опыт Второй мировой войны окончательно показал, что в условиях резкого роста могущества противотанковой обороны лёгкий танк принципиально непригоден в качестве основы материальной части танковых соединений, и тактическая роль его весьма узка (преследование отступающих сил противника, инфильтрация и дерзкие рейды по тылам противника, разведка). К настоящему времени это положение не изменилось.

### Зарубежные аналоги
| Технические данные                                   | T-80                        | Pz.II Ausf. L «Лухс»        | M3A1 «Стюарт»                    | M13/40                           | M14/41                           |
| ---------------------------------------------------- | --------------------------- | --------------------------- | -------------------------------- | -------------------------------- | -------------------------------- |
| Страна                                               | СССР                        | Нацистская Германия         | США                              | Италия                           | Италия                           |
| Масса, т                                             | 11,6                        | 11,9                        | 12,9                             | 14                               | 14,3                             |
| Длина, м                                             | 4,3                         | 4,6                         | 4,5                              | 4,9                              | 4,9                              |
| Ширина, м                                            | 2,4                         | 2,5                         | 2,2                              | 2,2                              | 2,2                              |
| Высота, м                                            | 2,2                         | 2,2                         | 2,6                              | 2,4                              | 2,4                              |
| Экипаж                                               | 3                           | 4                           | 4                                | 4                                | 4                                |
| В производстве                                       | 1943                        | 1935—1943                   | 1942—1943                        | 1940—1942                        | 1942—1943                        |
| Основное вооружение, калибр, длина ствола в калибрах | 45 мм, L46                  | 20 мм, L55 или 50 мм, L60   | 37 мм, L53                       | 47 мм, L32                       | 47 мм, L32                       |
| Пулемётное вооружение                                | 1 × 7,62-мм                 | 1 × 7,92-мм                 | 3 × 7,62-мм                      | 3 × 8-мм                         | 2 × 8-мм                         |
| Боекомплект, снарядов                                | 94—100                      | 330 (20 мм)                 | 106                              | 104                              | 87                               |
| Боекомплект, патронов                                | 1008                        | 2250                        | 7220                             | 2592                             | 2592                             |
| Лобовое бронирование, мм/°                           | 45/30° (низ), 35/60° (верх) | 30/13° (низ), 30/10° (верх) | 44/цилиндр. (низ), 38/17° (верх) | 30/цилиндр. (низ), 42/11° (верх) | 32/цилиндр. (низ), 45/11° (верх) |
| Бортовое бронирование, мм/°                          | 25/0°                       | 20/0°                       | 25/0°                            | 25/0° (низ), 25/9° (верх)        | 25/0° (низ), 25/9° (верх)        |
| Бронирование башни, мм                               | 35                          | 30 (лоб), 20 (корма)        | 38 (лоб), 25 (корма)             | 40 (лоб), 25 (корма)             | 45 (лоб), 30 (корма)             |
| Двигатель                                            | бензиновый                  | бензиновый                  | бензиновый                       | дизельный                        | дизельный                        |
| Мощность, л. с.                                      | 170                         | 180                         | 250                              | 125…145                          | 145                              |
| Удельная мощность, л. с./т                           | 14,6                        | 15,1                        | 17,5                             | 8,9…10,3                         | 10,1                             |
| Максимальная скорость, км/ч                          | 42                          | 60                          | 58                               | 32                               | 32                               |
| Запас хода по шоссе, км                              | 320                         | 290                         | 220                              | 200                              | 200                              |

В сравнении с другими лёгкими танками массы порядка 9—11 т (например, немецкий PzKpfw II, японский «Ха-Го») Т-80 имел лучшую бронезащиту, более мощное вооружение, и был вполне сравним с ними в плане рационального распределения обязанностей между членами экипажа и качества средств наблюдения и связи. Однако все эти машины на момент создания Т-80 оценивались как устаревшие.
По своим тактико-техническим характеристикам Т-80 был вполне на уровне с более тяжёлым по массе американским лёгким танком М3 (М5) «Стюарт», разработанным приблизительно в то же время и поставлявшимся в РККА по ленд-лизу. Т-80 приблизительно равноценен американскому танку по защите и вооружению (с лучшим осколочным действием снаряда 45-мм пушки), уступая ему в скорости, но значительно выигрывая в запасе хода. У «Стюарта» в башне тоже находилось два человека (и ещё двое в отделении управления — с функциональной точки зрения всё было в порядке), но сама башня была более тесной. На М3 «Стюарт» использовались авиационный двигатель и специальная трансмиссия. Также Т-80 близок по характеристикам вооружения и бронирования ранним PzKpfw III и поздним БТ, но они уже относятся к другой массогабаритной категории, «лёгко-средним» танкам по классификации британского историка Ричарда Огоркевича, поэтому прямое их сравнение является неправомерным.

## Сохранившиеся экземпляры
На сегодняшний день сохранился один танк Т-80. Экспонируется в Бронетанковом музее в Кубинке. Макет с применением оригинальных частей представлен в музее военной техники УГМК в г. Верхняя Пышма Свердловской области.

## Т-80 в сувенирной и игровой индустрии

### Т-80 в компьютерных играх
Танк Т-80 можно увидеть в стратегии реального времени Close Combat III: The Russian Front и её ремейке Close Combat: Cross of Iron. Ввиду малочисленности и небольшой известности Т-80 практически не фигурирует в компьютерных играх. Тем не менее, в отдельных программных продуктах прослеживаются следы влияния Т-80. Например, в пошаговой стратегии «Panzer General» танк Т-70 обладает способностью вести огонь по вражеским самолётам, если он подвергся атаке с воздуха. В реальности такой возможностью обладал не Т-70, а Т-80, но ввиду слабого знакомства разработчиков с историей советского танкостроения в игре получился «гибрид» этих двух типов машин (усугублённый неправильным изображением ходовой части с катками большого диаметра).
Т-80 включен в советские танковые войска разработчиками MMO игр World of Tanks (на 4 уровень) и War Thunder (на 2 эру).

### Модели Т-80
Сборная модель Т-80 в масштабе 1:35 выпускается симферопольской фирмой «МиниАрт», качество моделистами оценивается как вполне достойное. Помимо Крыма и Украины, этот набор нечасто, но бывает в продаже в ряде российских крупных городов. Также Т-80 в масштабе 1:72 выпускает украинская фирма UM. По тем же причинам, что и в компьютерных играх, лёгкий танк Т-80 весьма поверхностно освещён в журналах модельной и военно-исторической тематики.